# Eric Dier
Eric Jeremy Edgar Dier, född 15 januari 1994 i Cheltenham, är en engelsk professionell fotbollsspelare som spelar för Bundesliga-laget Bayern München som mittback.

## Klubbkarriär

### Tidiga år
Dier föddes i Cheltenham men flyttade till Portugal när han var tio år gammal efter att hans mor blivit erbjuden arbete i Portugal på fotbolls-EM 2004. Hans fotbollsförmåga upptäcktes av hans idrottslärare, som hänvisade honom till Sporting Lissabons scouter. Under 2010 återvände hans föräldrar till England medan Dier stannade kvar i Portugal, boende på Sportings akademi. Dier signerade ett professionellt kontrakt med Sporting i april 2010. Den portugisiska klubben slog Arsenal, Tottenham Hotspur, och laget Dier stöttade som ung, Manchester United, för att få Diers signatur. Sporting sålde även 50% av de ekonomiska rättigheterna till spelaren till en tredje part, Quality Football Ireland Limited. Sporting köpte tillbaka Dier i februari 2012 genom att sälja 50% av rättigheterna till Filipe Chaby.

### Utlåning till Everton
I januari 2011 kom Dier överens om att gå till Everton på ett korttidslån fram till den 30 juni. Sportings officiella hemsida uppgav att lånet var "en möjlighet för idrottaren att växa i en mer konkurrensutsatt och krävande miljö".

### Sporting
Den 26 augusti 2012 gjorde Dier sin debut med Sporting Lissabons B-lag i en 1–3-bortaseger mot Atlético efter att ha ersatt Diego Rubio i den 77:e matchminuten. Den 4 november 2012 gjorde Dier sitt första mål i en seniormatch på en frispark mot Benficas B-lag i en 1-3 bortaseger i Segunda Liga.
Den 11 november 2012 blev Dier uppkallad till a-laget i en 1–0-hemmaseger mot SC Braga, där han assisterade till det enda målet. Den 26 november 2012 gjorde han sitt första mål för Sportings A-lag i en 2-2-match borta mot Moreirense FC.

### Tottenham Hotspur
Den 2 augusti 2014 undertecknade Dier ett femårigt kontrakt med Tottenham Hotspur i en affär värd fyra miljoner pund. Han gjorde sin tävlingsdebut för klubben den 16 augusti 2014 borta mot West Ham United, och gjorde det enda målet i matchen på övertid. I september 2015 förlängdes Diers kontrakt fram till 2020. Med anledning av skadeproblem på mittfältet i inledningen av säsongen 2015-16 började Tottenhams tränare Mauricio Pochettino använda Dier som defensiv mittfältare. Den 15 augusti 2015 gjorde han Spurs första mål för säsongen i en oavgjord 2-2-match hemma mot Stoke City. Den 26 september 2015 gjorde Dier gjorde lagets kvitteringsmål i en 4–1-hemmaseger över Manchester City.

### Bayern München
Den 11 januari 2024 lånades Dier ut till Bayern München på ett låneavtal över resten av säsongen 2023/2024. En köpoption var även inkluderad i låneavtalet baserat på antalet spelade matcher i klubben. Köpoptionen aktiverades sedan och Dier skrev på ett ettårskontrakt med Bayern München.

## Landslagskarriär
Dier hade kontaktats av det portugisiska fotbollsförbundet för att spela för Portugal i framtiden, men kunde bara göra det när han fyllt 18. Han hade medverkat i ett marknadsföringskampanj för Umbro och Englands fotbollslandslags matchställ och hans framträdande i kampanjen medföljde ett ifrågasättande från Daily Mail varför FA inte hade frågat Dier om han ville spela i deras ungdomslandslag. Vid sin signering för Everton, sa en talesman för FA att "Vår avsikt är att ta ut honom till ungdomstruppen under de kommande veckorna" och hänvisade till 2011 års upplaga av U-17-turneringen i Algarve.
Dier blev i november 2011 uttagen till landslaget för första gången då Englands U18-förbundskapten Noel Blake tog ut honom för en match mot Slovakien. Den 28 maj 2013 togs han ut i Peter Taylors 21-mannatrupp till U20-VM i Turkiet. Han debuterade den 16 juni i en träningsmatch mot Uruguay som England vann med 3–0.
Han debuterade för Englands U21-landslag den 13 augusti 2013 i en 6-0-seger mot Skottland.
Den 5 november 2015 blev Dier uttagen för första gången till a-landslaget av förbundskaptenen Roy Hodgson, detta till två vänskapsmatcher mot Spanien och Frankrike. Han debuterade åtta dagar senare mot Spanien på Estadio José Rico Pérez när han byttes in i den 63:e matchminuten tillsammans med Tottenham-lagkamraten Dele Alli. Han gjorde sitt första framträdande i startelvan den 17 november mot Frankrike, en 2–0-seger på Wembley Stadium där hans prestation lyftes fram av den före detta landslagsmittfältaren Jamie Redknapp.

## Statistik

### Klubbstatistik
| Klubb                                                    | Säsong            | Inhemsk liga      | Inhemsk liga | Inhemsk liga | Nat. täv. | Nat. täv. | Internat. täv. | Internat. täv. | Totalt | Totalt |
| Klubb                                                    | Säsong            | Serie             | SM           | Mål          | SM        | Mål       | SM             | Mål            | SM     | Mål    |
| -------------------------------------------------------- | ----------------- | ----------------- | ------------ | ------------ | --------- | --------- | -------------- | -------------- | ------ | ------ |
| Sporting Lissabon B                                      | 2012/2013         | Segunda Liga      | 7            | 2            | 0         | 0         | 0              | 0              | 7      | 2      |
| Sporting Lissabon B                                      | 2013/2014         | Segunda Liga      | 9            | 0            | 0         | 0         | 0              | 0              | 9      | 0      |
| Sporting Lissabon B                                      | Totalt i klubblag | Totalt i klubblag | 16           | 2            | 0         | 0         | 0              | 0              | 16     | 2      |
| Sporting Lissabon                                        | 2012/2013         | Primeira Liga     | 14           | 1            | 1         | 0         | 0              | 0              | 15     | 1      |
| Sporting Lissabon                                        | 2013/2014         | Primeira Liga     | 13           | 0            | 3         | 0         | 0              | 0              | 16     | 0      |
| Sporting Lissabon                                        | Totalt i klubblag | Totalt i klubblag | 27           | 1            | 4         | 0         | 0              | 0              | 31     | 1      |
| Tottenham Hotspur                                        | 2014/2015         | Premier League    | 28           | 2            | 4         | 0         | 4              | 0              | 36     | 2      |
| Tottenham Hotspur                                        | 2015/2016         | Premier League    | 37           | 3            | 5         | 1         | 9              | 0              | 51     | 4      |
| Tottenham Hotspur                                        | 2016/2017         | Premier League    | 36           | 2            | 5         | 0         | 7              | 0              | 48     | 2      |
| Tottenham Hotspur                                        | 2017/2018         | Premier League    | 34           | 0            | 6         | 0         | 7              | 0              | 47     | 0      |
| Tottenham Hotspur                                        | 2018/2019         | Premier League    | 20           | 3            | 2         | 0         | 6              | 0              | 28     | 3      |
| Tottenham Hotspur                                        | 2019/2020         | Premier League    | 19           | 0            | 6         | 0         | 5              | 0              | 30     | 0      |
| Tottenham Hotspur                                        | 2020/2021         | Premier League    | 28           | 0            | 4         | 0         | 7              | 0              | 39     | 0      |
| Tottenham Hotspur                                        | 2021/2022         | Premier League    | 35           | 0            | 2         | 0         | 3              | 0              | 40     | 0      |
| Tottenham Hotspur                                        | 2022/2023         | Premier League    | 2            | 1            | 0         | 0         | 0              | 0              | 2      | 1      |
| Tottenham Hotspur                                        | Totalt i klubblag | Totalt i klubblag | 239          | 11           | 34        | 1         | 48             | 0              | 321    | 12     |
| Antal matcher och mål är korrekt per den 19 augusti 2022 |                   |                   |              |              |           |           |                |                |        |        |